# KEO (Brauerei)
KEO plc (griechisch Κυπριακή Εταιρία Οίνων, Cyprus Wine Company) ist der größte Getränkehersteller und der größte industrielle Arbeitgeber in der Republik Zypern. Das Unternehmen ist an der Börse von Zypern gelistet. Die Zypriotisch-Orthodoxe Kirche hält eine Beteiligung von 18,9 % an KEO.